# Větrný mlýn Vysoký
Větrný mlýn Vysoký je ruina větrného mlýna tzv. holandského typu, který stojí na Lysém vrchu poblíž Vysokého, jižně od Heřmanic v okrese Liberec.  Dosahoval výšky 13 metrů a stávala u něj také pekárna. Zbudován byl místním rychtářem Eduardem Zucklerem v letech 1828 až 1830. Během roku 1866 ale mlýn při svém tažení v rámci prusko–rakouské války zpustošila pruská vojska a stavba se poté ke svému původnímu využití již nikdy nevrátila.
V roce 1897 zde vznikla rozhledna s ochozem, v jejíž blízkosti byl otevřen také hostinec. I ty však po roce 1945 zanikly. Na místě ze stavby zůstaly jen více než metr široké obvodové zdi. Na začátku 21. století vyrostlo na návrší v blízkosti bývalého větrného mlýna několik větrných elektráren.
Objekt byl zařazen mezi kulturní památky České republiky.